# Эггерс, Якоб фон
Барон Якоб фон Эггерс (швед. Jacob, friherre von Eggers, 1704—1773) — шведский военачальник и военный писатель; член Шведской королевской академии наук.

## Биография
Якоб фон Эггерс родился 25 декабря 1704 года в городе Дерпте (ныне Тарту). В ранней молодости потерял отца и, по взятию Дерпта русской армией в 1708 году,  вместе с матерью был отправлен на жительство сначала в Архангельск, потом — в Великий Устюг, наконец, в Тотьму, где у пленного шведского офицера обучался математике и языкам — французскому и латинскому.
Благодаря тому, что фон Эггерс понимал и русскую речь, он получил в Вологде место писца, которое занимал до 1721 года, пока, благодаря заключению Ништадтского мирного договора, не получил свободу и смог покинуть Российскую империю и поступить на службу в шведскую армию. На службе шведской короне он с большим усердием занялся изучением военно-строительного дела (фортификации).
В 1728 году приехал во Францию. Служил во время войны за польское наследство в армии Станислава Лещинского.
В 1737 году Якоб фон Эггерс перешел на службу к курфюрсту саксонскому и принимал участие в войне за австрийское наследство.
В 1742 году он был снова отозван в Швецию и в должности генерал-квартирмейстера сражался в войне с Россией. В качестве добровольца пережил осаду Берген-оп-Зома (см. Голландская экспедиция (1799)) и написал о ней мемуары озаглавленные «Journal du siège de Bergopzoom» (Лейпциг, 1750).
По возвращении в столицу Швеции преподавал шведским принцам военные науки; издал с этой целью труд Desbois «Dictionnaire militaire» (Дрезден, 1751) в исправленном виде, затем переработал его окончательно и издал его там же в 1757 году, но уже под заглавием «Neues Kriegs-, Ingenieur-, Artilerie-, See- und Ritter-Lexicon».
Барон Якоб фон Эггерс умер 12 января 1773 года в городе Данциге (ныне Гданьск).

## Награды
- Орден Меча, рыцарский крест (RSO1kl) (7 ноября 1748)
- Дворянство королевства Швеция (21 ноября 1751, внесение в рыцарский матрикул королевства Швеция в 1752 под № 1913)
- Орден Меча, командорский крест (KSO1kl) (27 ноября 1769)
- Титул барона королевства Швеция (27 мая 1772, в рыцарский матрикул не внесён)